# Tiger Lou
Tiger Lou är ett svenskt indieband verksamt 2001-2009 och efter en paus återupptogs projektet i slutet av 2013. Bandets musikaliska motor, låtskrivare, sångare och gitarrist är Rasmus Kellerman. Vintern 2013 firade de sin återförening med två spelningar i Göteborg och Stockholm, där de spelade en låt från deras kommande album.
Namnet Tiger Lou kommer av karaktären Tiger Lu från filmen Fong Sai-Yuk (1993).

## Diskografi
Album
- 2004 – Is My Head Still On?
- 2005 – The Loyal
- 2008 – A Partial Print
- 2016 - The Wound Dresser

EP
- 2003 – Trouble and Desire
- 2015 – California Hauling

Singlar
- 2001 – Second Time Around
- 2003 – Gone Drifting
- 2004 – Last Night They Had to Carry Me Home
- 2004 – Oh Horatio
- 2004 – Sell Out
- 2004 – The War Between Us
- 2005 – Nixon
- 2005 – Sell Out
- 2005 – The Loyal
- 2006 – Until I'm There / Days Will Pass
- 2008 – Crushed by a Crowd
- 2014 – Homecoming #2
- 2016 - Leap of Love
- 2016 - Undertow